# Société Kaiser-Wilhelm
Pour les articles homonymes, voir KWG.

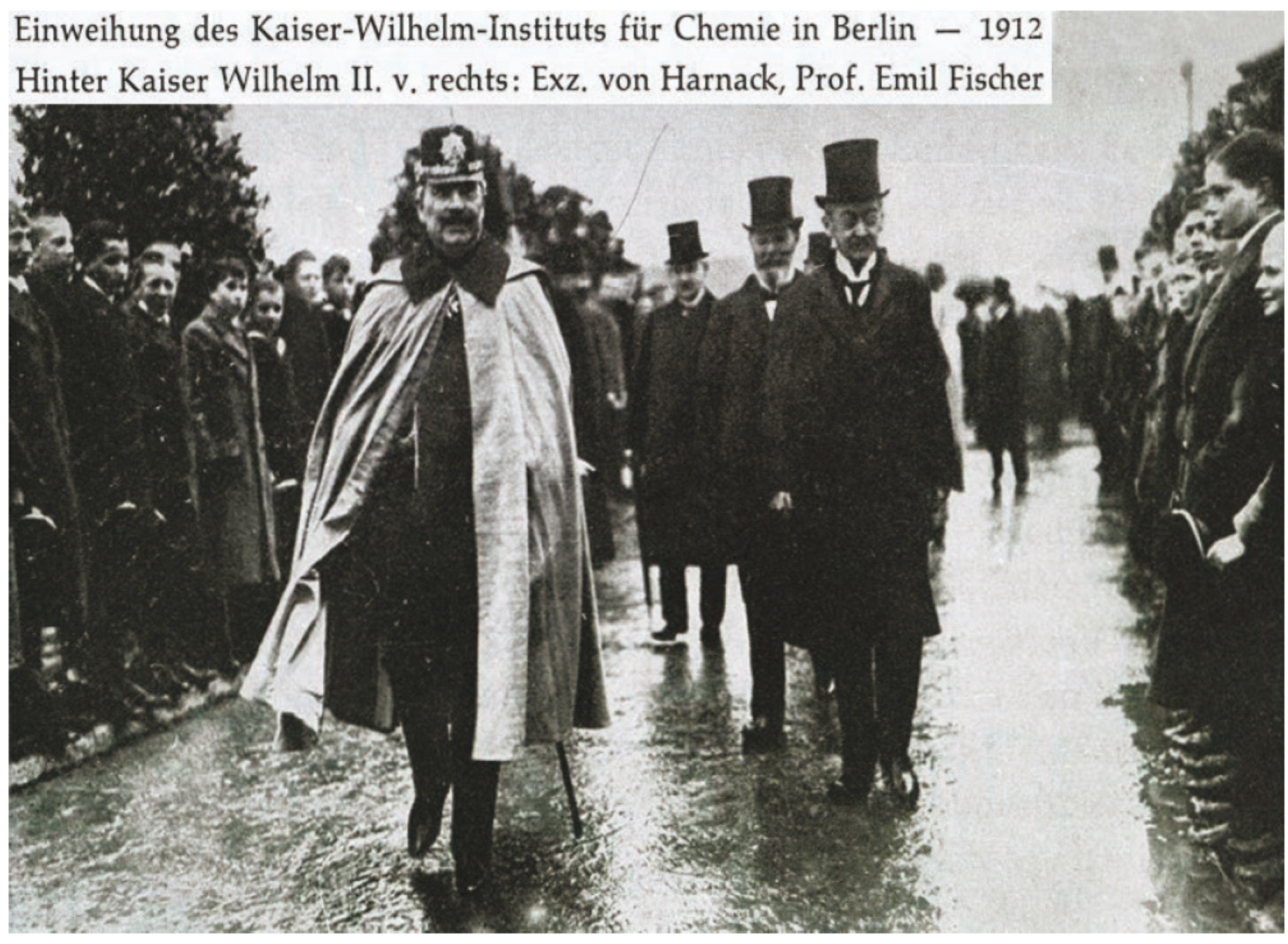
Guillaume II inaugure le premier institut (1912).

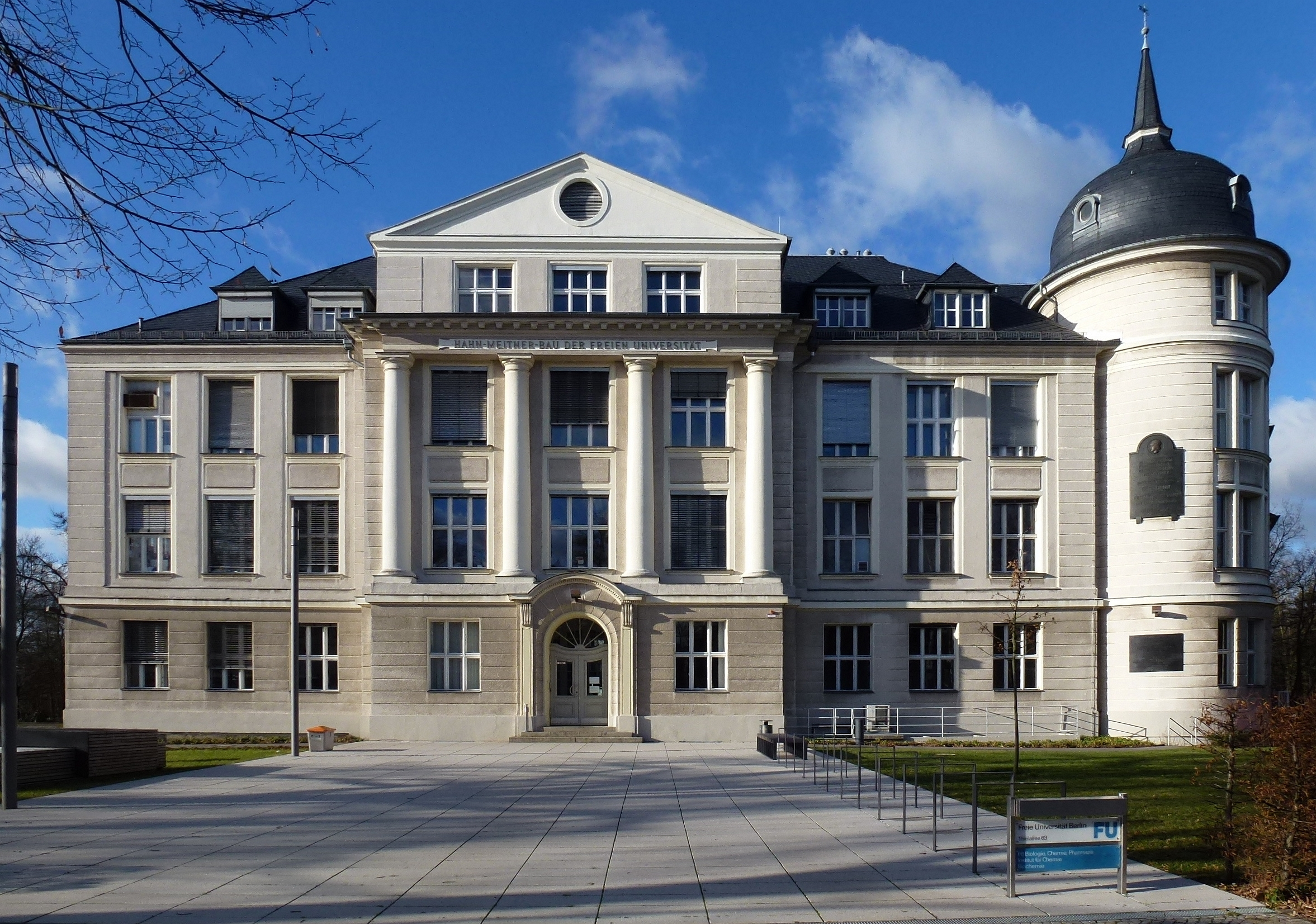
Kaiser-Wilhelm-Institut für Chemie
(auj. pavillon Hahn-Meitner de l’université libre de Berlin).

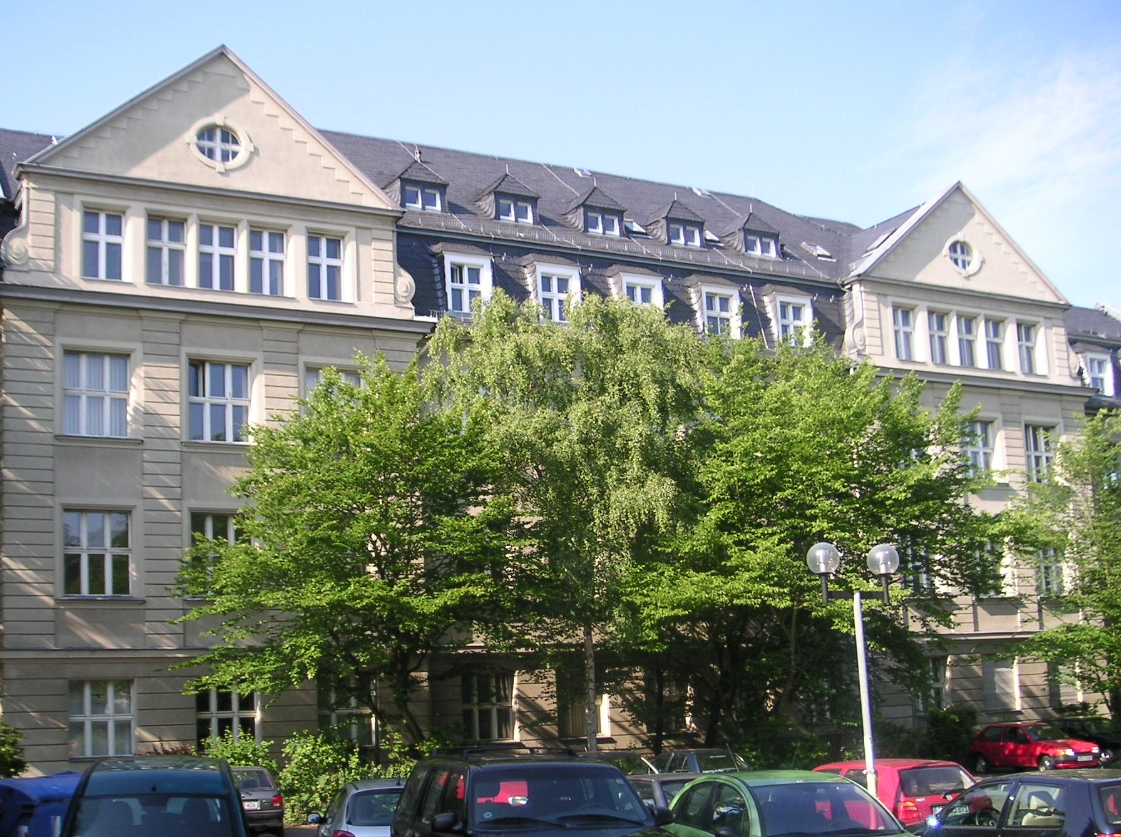
Institut Kaiser-Wilhelm de Biologie
(auj. université libre de Berlin).

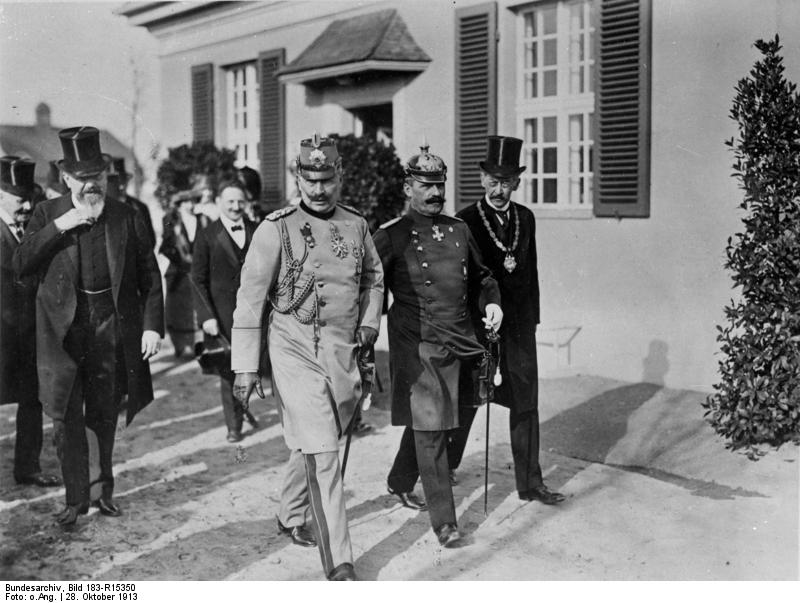
Guillaume II inaugure un autre institut à Berlin-Dahlem (1913). De droite à gauche : Adolf von Harnack, le chirurgien-général Friedrich von Ilberg, l’empereur Guillaume II, Carl Neuberg, August von Trott zu Solz.

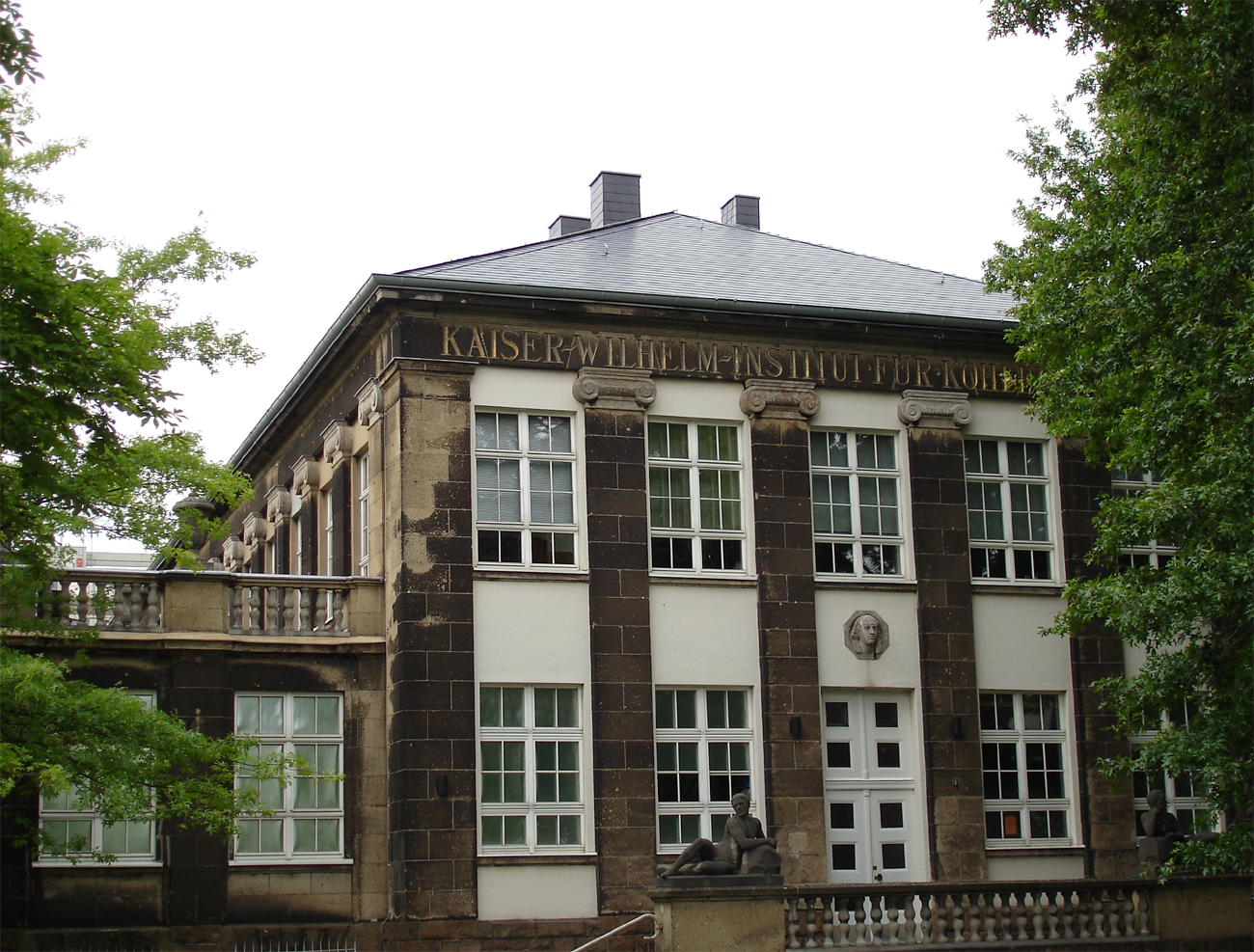
Institut Kaiser-Wilhelm des Charbonnages.

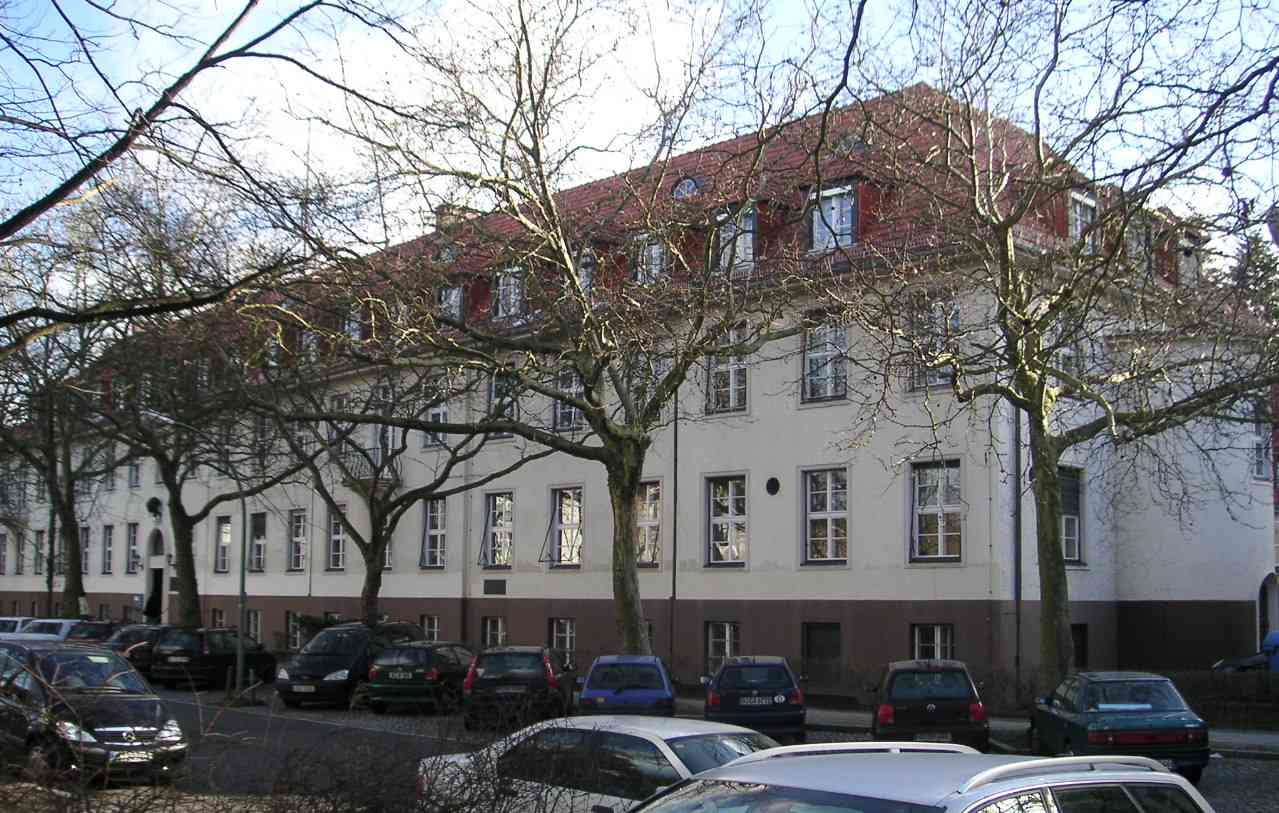
Institut Kaiser-Wilhelm d'Anthropologie, d'Hérédité humaine et d'Eugénisme
(auj. Institut Otto-Suhr de l'université libre de Berlin).

La Société Kaiser-Wilhelm ou, de façon plus précise la « Société Kaiser-Wilhelm pour le Progrès des sciences » (Kaiser-Wilhelm-Gesellschaft zur Förderung der Wissenschaften e. V.) était considérée comme la principale institution scientifique de l’Allemagne impériale. En tant que société savante, elle servit d’incubateur aux différents instituts et laboratoires de recherche placés sous son égide. Étant donné le nombre d'instituts qui lui étaient rattachés, elle fut aussi appelée Institut Kaiser-Wilhem.

## Histoire
La Société Kaiser-Wilhelm a été fondée en 1911, avec comme président l'historien du christianisme Adolf von Harnack et comme directeur Fritz Haber, qui dirigeait en même temps le Kaiser-Wilhelm-Institut für physikalische und Elektrochemie. Cette institution savante était destinée à se consacrer exclusivement à la recherche fondamentale, en réaction selon l’historien Dieter Hoffmann, au nombre croissant d'étudiants, aux obstacles insurmontables rencontrés en Allemagne par la recherche de pointe dans les sciences naturelles et à la concurrence de plus en plus vive des universités américaines. 

Compte tenu des maigres subsides de la Couronne, les instituts de recherche devaient en règle générale se financer par des collaborations avec les entreprises ; leurs mécènes furent essentiellement « la haute bourgeoisie technique et industrielle et le capital banquier juif ». Néanmoins, les donations étant publicisées, une sorte de concurrence de popularité fit en sorte que la société fut rapidement assez bien financée. De riches juifs espéraient par ailleurs que leurs donations à la KWG leur permettent d'obtenir une image plus positive, dans l'atmosphère antisémite de l'époque. L’État prenait en charge la paye des chercheurs et des employés. En 1948, de nombreux instituts de l'ex-KWG furent rattachés à la Société Max-Planck.

### Essor de la recherche allemande
Entre 1880 et 1910 de nombreux professeurs (environ 80) sont nommés à l'université de Berlin, qui était jusqu'alors une université de second plan en Allemagne, par rapport à l'Université de Heidelberg ou de Leipzig par exemple. 
Lorsque l'Empereur Guillaume II, homme conservateur en art mais favorable à la recherche scientifique, fonde la KWG, une période extrêmement florissante pour la recherche scientifique allemande s'ouvre : une nouvelle façon de faire de la science, importée des États-Unis qui dispense les savants d'enseigner pour se consacrer uniquement à la recherche. L'effet est immédiat : entre 1910 et 1930, Max Planck (1918), Albert Einstein (1921), et six autres Prix Nobel sortent du monde académique allemand réformé par la KWG. En voici la liste complète:  
- Max von Laue, Physique, 1914.
- Richard Willstätter, Chimie, 1915.
- Max Planck, Physique, 1918.
- Fritz Haber, Chimie,1918.
- Albert Einstein, Physique,1921.
- Otto Fritz Meyerhof, Médecine, 1922.
- James Franck, Physique, 1925.
- Carl Bosch, Chimie, 1931.
- Otto Heinrich Warburg, Médecine, 1931.
- Werner Heisenberg, Physique, 1932.
- Hans Spemann, Médecine, 1935.
- Peter Debye, Chimie, 1936.
- Richard Kuhn, Chimie, 1938.
- Adolf Butenandt, Chimie, 1939.
- Otto Hahn, Chimie, 1944.

Berlin et l'Allemagne en général, brillent alors dans les Sciences dures.

### Collaboration avec les programmes nazis
La période du nazisme : 
De nombreux témoignages historiques et les résultats des procès de Nuremberg, ont mis en évidence une vaste collaboration de sages-femmes, de gynécologues et de médecins allemands (psychiatres,), ce dès les années 1930 et bien au-delà des seuls médecins nazis (qui seront retrouvés à des postes-clé dans les camps de concentration) , aux programmes eugénistes d'euthanasie des nouveau-nés déficients et des malades mentaux réunis sous l'égide de l'Aktion T4. Ces programmes ont été finalement arrêtés à la suite des protestations des Églises catholique et protestantes, mais reportés plus secrètement sur les roms, les homosexuels et les juifs (Shoah) qui ont par milliers été aussi utilisés comme cobayes humains. La Société Kaiser-Wilhelm a exploité les tissus biologiques extraits de milliers de cadavres. 
De l'après-guerre à nos jours :   
Dans les années 1980 Götz Aly montre que des lames de tissus cérébraux recueillis par Julius Hallervorden (qui fut directeur du département de neuropathologie de l'Institut Kaiser-Wilhelm pour la recherche cérébrale durant la Seconde Guerre mondiale) proviennent des cerveaux extraits de 38 enfants assassinés un jour d'octobre 1940 dans le cadre du programme d'euthanasie alors en vigueur.

En réponse à cette divulgation l'Institut de recherche sur le cerveau du Max-Planck-Institut - par respect pour les victimes - a décidé de détruire toutes les tranches de cerveaux qu'il conservait encore (100 000 lames environ, datées de l'époque nazie ; de 1933 à 1945) ; D'autres centres majeurs spécialisés en neuropathologie et l'Institut Max Planck de psychiatrie de Munich ont fait de même (Beaucoup de ces échantillons ont été enterrés en 1990 lors d'une cérémonie tenue au cimetière Waldfriedhof de Munich).

5 % environ des cerveaux des personnes euthanasiées étaient envoyés à des médecins, souvent réputés, pour leurs besoins de recherche rappelle l'historien Paul Weindling de l'Oxford Brookes University. Début 2015, des échantillons oubliés ont été néanmoins été retrouvés en plusieurs endroits.
Entre 1980 et les années 2000, les historiens ont exhumé de nouvelles preuves de collaboration étroite entre des chercheurs du domaine médical de la Société Kaiser-Wilhelm et les nazis, y compris dans divers programmes où des humains étaient utilisés comme cobayes lors d'expériences qu'on savait mortelles, mais le Max-Planck-Institut n'avait jamais vraiment étudié, passé en revue cette partie de son histoire.  
En 2001, le Max-Planck-Institut a officiellement présenté ses excuses concernant les victimes d'expériences nazies.
En 2017, le Max-Planck-Institut après avoir constaté qu'il restait encore de nombreuses lacunes de connaissances sur le sujet a officiellement annoncé vouloir travailler la responsabilité morale des recherches contraires à l'éthique faites par son prédécesseur (la Kaiser Wilhelm Society, KWG) durant la période de la montée et de l'épanouissement du nazisme, où l'institut a au moins indirectement collaboré à de grands programmes d'euthanasie, d'abord des malades mentaux, puis des personnes enfermées dans les camps de concentration, programme ayant fourni de nombreux organes ensuite envoyés pour étude à des médecins allemands.
Sur la base des archives disponibles le Max-Planck-Institut veut maintenant « savoir qui sont les victimes, découvrir leurs biographies et leurs destinées et, en tant que telles, leur donner une partie de leur dignité humaine et trouver un moyen de mémoire », a expliqué Heinz Wässle, directeur émérite du département de neuroanatomie à L'Institut Max Planck pour la recherche du cerveau à Francfort, et directeur du comité d'historiens qui supervisera la nouvelle enquête qui va tenter de préciser pourquoi, comment et en s'appuyant sur quels réseaux, autant de médecins et de chercheurs ont si facilement coopéré avec les programmes d'assassinat de masse des nazis (Euthanasie d'enfants et de malades mentaux, puis Shoah). Les historiens tenteront aussi d'identifier les victimes dont le cerveau a été utilisé pour la recherche (parfois longtemps après la fin de la guerre) et de suivre ce qui est arrivé aux lames de tissus et d'autres spécimens. Les historiens souhaitent comprendre comment des recherches non éthiques exploitant des programmes criminels et génocidaires ont été autorisées à s'épanouir dans l'Allemagne nazie, en impliquant des scientifiques normaux, voire des chercheurs de renommée internationale « qui n'étaient pas des psychopathes bizarres et pervers » et qui après la guerre se sont a priori facilement réintégrés dans la société allemande. Une hypothèse est qu'ils ont fait passer leurs intérêts de recherche avant les principes éthiques.
Les historiens travailleront en particulier sur le cas Hallervorden, médecin-chercheur en neurologie connu qui a accepté des centaines de cerveaux de victimes de l'euthanasie (il s'est constitué une collection de 697 cerveaux), mais qui malgré le procès des médecins nazis à Nuremberg, n'a jamais été poursuivi, conservant au contraire son poste au sein du Max-Planck-Institut après la guerre poursuivant ses études du « merveilleux matériel » provenant des centres de meurtre et laissant son nom à plusieurs syndromes (récemment renommés).

De 2017 à 2020 des historiens tenteront de remettre en cohérence les archives de la Société Kaiser-Wilhelm disséminées au moins dans une douzaine d'institutions allemandes. En corrélant les échantillons humains restants à des dossiers cliniques archivés d'hôpitaux et asiles ou à des archives d'universités et aux archives scientifiques de la Société Kaiser-Wilhelm, Weindling et ses collègues pensent pouvoir identifier jusqu'à 5000 nouvelles victimes. Les recherches non éthiques encouragées par les Nazis sont connues, « mais ce qui n'a jamais été fait, c'est une reconstitution à grande échelle de la mesure dans laquelle cela s'est produit ».

## Les laboratoires
Les différents laboratoires de l'Institut Kaiser-Wilhelm ont été, par ordre de création : 
- Institut de Chimie de Berlin-Dahlem (1911), transféré en 1943 à Talfingen, détruit en 1944. Reconstitué en 1949 à Mayence comme Institut Max-Planck de chimie. L'immeuble du premier institut, appelé Otto-Hahn Bau, abrite aujourd'hui l’Institut de biochimie de l’université libre de Berlin.
- Institut de chimie physique et d’électrochimie de Berlin-Dahlem (1911), aujourd'hui Institut Fritz-Haber de la Société Max-Planck.
- Institut de Biologie de Berlin-Dahlem (1911), aujourd'hui Institut für Biologie de l’université libre de Berlin.  L'immeuble du premier institut a été repris de 1948 à 1994 par l’université libre de Berlin. Il abrite aujourd'hui la Faculté de Droit. Devenu ensuite Institut Max-Planck de biologie de Tübingen, il a été fermé.
- Institut des Charbonnages de Mülheim an der Ruhr (1912). Aujourd'hui Max-Planck-Institut für Kohlenforschung.
- Institut d’Ergonomie de Berlin (1912), transféré en 1929 à Dortmund (dans les locaux de l'actuelle usine B1st Software) et fusionné avec l’Institut Max-Planck de Physiologie moléculaire de Dortmund
- Institut de thérapie expérimentale de Berlin-Dahlem (1912), promu en 1922 Institut de thérapie expérimentale et de biochimie, puis divisé de nouveau en 1925 en deux laboratoires (thérapie et biochimie)
- Institut d’Histoire de l'art à la Bibliotheca Hertziana de Rome (1913) : cette institution, déjà existante, a simplement été intégrée à la Société Kaiser-Wilhelm.
- Institut de neurologie de Berlin-Buch, fondé en 1914 par Oskar Vogt.
- Institut de Psychiatrie de Munich, fondé en 1917 par le roi Louis III de Bavière, conseillé par Emil Kraepelin; il n’est intégré à la Société Kaiser-Wilhelm qu'en 1924. C’est l'actuel Max-Planck-Institut für Psychiatrie (en)
- Institut de physique de Berlin-Dahlem (1917), aujourd'hui Institut Max-Planck de physique de Munich ; transféré en  1943–44 à Hechingen, en 1946 à Göttingen et enfin en 1958 à Munich. De 1948 à 1982, l'immeuble d'origine a abrité l’Institut de Physique de l’université libre de Berlin ; il sert depuis de bibliothèque universitaire.
- Institut de recherches sidérurgiques d'Aix-la-Chapelle (1917), transféré en  1921 à Düsseldorf. Depuis 1946, le laboratoire de Düsseldorf est intégré à l’Institut Max-Planck.
- Institut de chimie des fibres de Berlin-Dahlem fondé en 1920 par Reginald Oliver Herzog (de) à partir d'un département de l’Institut de chimie physique et d’Électrochimie, et fermé en 1934.
- Institut de métallurgie de Neubabelsberg (1921), fermé en 1933 pour des motifs financiers, reconstitué en 1934 à Stuttgart. C’est l'actuel Institut Max-Planck de métallurgie de Stuttgart.
- Institut de recherche du cuir de Dresde, fondé en 1921 par Max Bergmann.
- Institut de droit international et de droit civil de Berlin (1924), aujourd'hui Institut Max-Planck de droit international de Heidelberg.
- Centre de recherches aérodynamiques de Göttingen, fondé en 1924 par Ludwig Prandtl
- Institut Kaiser-Wilhelm d'anthropologie, d'hérédité humaine et d'eugénisme